# Prêmio Guarani de Cinema Brasileiro 2006
O Prêmio Guarani de Cinema Brasileiro de 2006 é a décima primeira edição do Prêmio Guarani, organizada pela Academia Guarani de Cinema. Os indicados passaram por uma criteriosa avaliação de críticos de cinema de todas as regiões do Brasil, que elegeram cinco finalistas que se destacaram no cinema durante o ano de 2005 nas 19 categorias da premiação.

## Vencedores e indicados
Os vencedores estão em negrito, de acordo com o site Papo de Cinema:
| Melhor Filme | Melhor Direção |
| --- | --- |
| - Cidade Baixa – Walter Salles - 2 Filhos de Francisco – Luciano Camargo, Emanoel Camargo, Luiz Noronha, Leonardo Monteiro de Barros, Pedro Buarque de Hollanda, Pedro Guimarães, Breno Silveira, Rommel Marques - Casa de Areia – Leonardo Monteiro de Barros, Pedro Buarque de Hollanda, Pedro Guimarães, Andrucha Waddington - Cinema, Aspirinas e Urubus – Maria Ionescu, Sara Silveira, João Vieira Jr - Quase Dois Irmãos – Ailton Franco, Branca Murat | - Sérgio Machado – Cidade Baixa - Andrucha Waddington – Casa de Areia - Breno Silveira – 2 Filhos de Francisco - Lucia Murat – Quase Dois Irmãos - Marcelo Gomes – Cinema, Aspirinas e Urubus |
| Melhor Atriz | Melhor Ator |
| - Alice Braga – Cidade Baixa como Karinna - Fernanda Montenegro – Casa de Areia como Áurea/Maria - Fernanda Torres – Casa de Areia como Áurea/Maria - Ludmila Dayer – Vida de Menina como Helena Morley - Zezeh Barbosa – Bendito Fruto como Maria Silva da Conceição | - João Miguel – Cinema, Aspirinas e Urubus como Ranulpho - Ângelo Antônio – 2 Filhos de Francisco como Francisco Camargo - Flávio Bauraqui – Quase Dois Irmãos como Jorginho - Lázaro Ramos – Cidade Baixa como Deco - Wagner Moura – Cidade Baixa como Naldinho |
| Melhor Atriz Coadjuvante | Melhor Ator Coadjuvante |
| - Dira Paes – 2 Filhos de Francisco como Helena Siqueira de Camargo - Camila Pitanga – Sal de Prata como Cassandra - Cláudia Mello – Quanto Vale ou é por Quilo? como Mônica - Leona Cavalli – Quanto Vale ou é por Quilo? como Clara - Marieta Severo – Quase Dois Irmãos como Helena | - José Dumont – 2 Filhos de Francisco como Miranda - Jonas Bloch – Cabra Cega como Mateus - Lázaro Ramos – Quanto Vale ou é por Quilo? como Dido - Luís Gustavo – O Casamento de Romeu e Julieta como Alfredo Baragatti - Pedro Paulo Rangel – O Coronel e o Lobisomem como Seu Juquinha |
| Melhor Roteiro Original | Melhor Roteiro Adaptado |
| - Cinema, Aspirinas e Urubus – Marcelo Gomes, Paulo Caldas e Karim Ainouz - 2 Filhos de Francisco – Carolina Kotscho e Patrícia Andrade - Cidade Baixa – Karim Ainouz e Sérgio Machado - Quanto Vale ou é por Quilo? – Sérgio Bianchi, Eduardo Benaim e Newton Canitto - Quase Dois Irmãos – Lúcia Murat e Paulo Lins | - Vida de Menina – Elena Soares e Helena Solberg - Jogo Subterrâneo – Roberto Gervitz e Jorge Durán - A Pessoa É para o que Nasce – Maurício Lissovsky - Feminices – Domingos de Oliveira - O Coronel e o Lobisomem – Guel Arraes, Jorge Furtado e João Falcão |
| Melhor Fotografia | Melhor Direção de Arte |
| - Casa de Areia – Ricardo Della Rosa - 2 Filhos de Francisco – André Horta e Paulo Souza - Cidade Baixa – Toca Seabra - Cinema, Aspirinas e Urubus – Mauro Pinheiro - Quase Dois Irmãos – Jacob Sarmento Solitrenick | - O Coronel e o Lobisomem – Adrian Cooper - 2 Filhos de Francisco – Kiti Duarte - Casa de Areia – Tule Peake - Quanto Vale ou é por Quilo? – Renata Tessari - Vida de Menina – Beto Mainieri |
| Melhor Figurino | Melhor Maquiagem |
| - O Coronel e o Lobisomem – Emilia Duncan - Bendito Fruto – Angèle Fróes - Casa de Areia – Cláudia Kopke - Diário de um Novo Mundo – Teresa Campos - Gaijin 2: Ama-me Como Sou – Jorge de Tharso | - O Coronel e o Lobisomem – Sérgio Azevedo, Carlos Bob Paulino e Vavá Torres - 2 Filhos de Francisco – Martín Macías Trujillo - Casa de Areia – Martín Macías Trujillo - Cidade Baixa – Rosa Versoça - Quanto Vale ou é por Quilo? – Doel Sauer Dromm |
| Melhor Edição | Melhor Efeito Visual |
| - Cidade Baixa – Isabela Monteiro de Castro - 2 Filhos de Francisco – Vicente Kubrusly - Cabra Cega – Willem Dias - Casa de Areia – Sérgio Mekler - Quanto Vale ou é por Quilo? – Paulo Sacramento | - O Coronel e o Lobisomem – Sérgio Farjalla Jr, Rodolfo Patrocínio e Andre Waller - Casa de Areia – Fábio Soares - Diário de um Novo Mundo – Ariel Wollinger - Se Eu Fosse Você – Mauricio Couto Bevilaqua e Rogério Marinho - Tainá 2: A Aventura Continua – Rogério Marinho |
| Melhor Som | Melhor Trilha Sonora |
| - 2 Filhos de Francisco – Alessandro Laroca, Renato Calaça e Valéria Ferro - Casa de Areia – Miriam Biderman e Jorge Saldanha - Cidade Baixa – Leandro Lima - O Coronel e o Lobisomem – Miriam Biderman, Ricardo Reis, Daniel Turini e Fernando Henna - Quanto Vale ou é por Quilo? – Geraldo Ribeiro, Louis Robin, Ricardo Reis, Fernando Henna e Daniel Turini                                                                                              | - Vinícius – Luiz Cláudio Ramos - 2 Filhos de Francisco – Zezé Di Camargo e Caetano Veloso - Cabra Cega – Fernanda Porto - Cidade Baixa – Carlinhos Brown e Beto Villares - A Pessoa É para o que Nasce – Hermeto Paschoal |
| Melhor Documentário | Revelação do Ano |
| - Doutores da Alegria – Fernando Dias - Coisa Mais Linda – Glaucia Camargos - O Cárcere e a Rua – Annette Bittencourt, Everson Egas Colossi Nunes, José Pedro Goulart, Ricardo Baptista da Silva - A Pessoa É para o que Nasce – Jacques Cheuiche, Leonardo Domingues - Vinícius – Miguel Faria Jr e Susana Moraes | - Alice Braga – Cidade Baixa como Karinna - Breno Silveira – diretor de 2 Filhos de Francisco - João Miguel – Cinema, Aspirinas e Urubus como Ranulpho - Marcelo Gomes – diretor de Cinema, Aspirinas e Urubus - Sérgio Machado – diretor de Cidade Baixa |
| Melhor Filme Estrangeiro | Júri Popular |
| - Oldboy (Coreia do Sul) - O Clã das Adagas Voadoras (China) - A Janela da Frente (Itália) - Menina de Ouro (Estados Unidos) - A Queda (Alemanha) | - 2 Filhos de Francisco – Luciano Camargo, Emanoel Camargo, Luiz Noronha, Leonardo Monteiro de Barros, Pedro Buarque de Hollanda, Pedro Guimarães, Breno Silveira, Rommel Marques - Casa de Areia – Leonardo Monteiro de Barros, Pedro Buarque de Hollanda, Pedro Guimarães, Andrucha Waddington - Cidade Baixa – Walter Salles - Cinema, Aspirinas e Urubus – Maria Ionescu, Sara Silveira, João Vieira Jr - Quase Dois Irmãos – Ailton Franco, Branca Murat |